# Рудолф Приморац
Рудолф Приморац (Сутоморе, код Дрниша, 15. април 1904 — Београд, 13. јануар 1979), учесник Народноослободилачке борбе, генерал-пуковник ЈНА и народни херој Југославије.

## Биографија
Рођен је 15. априла 1904. године у Сутомору, код Дрниша. Основну школу завршио је у Дрнишу, а шест разреда гимназије у Шибенику. Школовање је наставио у Војној академији, из које је изишао као потпоручник 1925. године.
Априлски рат затекао га је као мајора, на дужности команданта Другог батаљона 85. пешадијског пука. Овај пук, ојачан дивизионом артиљерије, затварао је неретљански правац на сектору Метковића. На дан проглашења Независне Државе Хрватске, пук се распао, с изузетком Другог батаљона, који се, под командом Приморца, пробио на правац Мостар—Невесиње и на том сектору водио огорчене борбе против усташа.
После капитулације Југославије, код Невесиња су га заробили Италијани и одвели га у заробљеништво у Ријеку. Тамо је остао до 10. јуна 1941. године када је, зато што је рођен на анектираној територији (Зона 1), пуштен из заробљеништва, након чега је отишао у Сплит.
У Сплиту се већ августа 1941. године, повезао са сплитском партијском организацијом и по њеним директивама радио у обавештајној служби на популарисању Народноослободилачког рата међу официрима бивше Југословенске војске, који су се у знатном броју прикупили у Сплиту и на разбијању четничке организације, која се у јесен 1941. већ почела оформљивати. После успешног извршења низа специјалних задатака, одлуком Комунистичке партије Југославије (КПЈ) пребачен је, јула 1942. године, у Штаб Четврте оперативне зоне Хрватске и постављен за војног инструктора јединице ове зоне. Као инструктор, вршио је специјалне задатке. Октобра 1942. године, примљен је у чланство КПЈ.
За начелника Штаба Прве далматинске бригаде постављен је 5. новембра 1942. године. У њеним операцијама до почетка децембра узео је видног учешћа, посебно у борбама за заузимање Јајца и у одбрамбеним биткама на правцу Травник—Јајце. Врховни командант Јосип Броз Тито је за тај успешно извршен задатак похвалио Прву далматинску бригаду. У децембру исте године био је постављен за начелника штаба Треће ударне дивизије НОВЈ. С том дивизијом прошао је многобројна ратна попришта током Четврте и Пете непријатељске офанзиве и противофанзиве у источној Босни. Својим руковођењем том дивизијом у извршавању задатака на Прозору, Неретви, Невесињу, Јаворку, Пиви и Сутјесци имао је значајан удео.
Септембра 1943. године, постављен је за начелника Штаба Другог ударног корпуса НОВЈ и на тој дужности остао до јула 1944. године. Корпус је у том периоду имао изванредно значајну и војнооперативну и политичку улогу. Овај корпус је, међу осталим, учествовао у разоружању италијанских трупа после капитулације у Црној Гори и стварању од њих италијанских партизанских дивизија, укључујући их у своје формације, те у непрекидним борбама за стварање, проширење и одбрану слободне територије у Црној Гори, Херцеговини и Санџаку, као оперативне основице за предвиђени продор Народноослободилачке војске Југославије у Србију.
У свим овим операцијама, Приморац је имао истакнуту улогу, а посебно у операцијама за одбрану слободне територије, када је два пута самостално руководио операцијама дела јединица Другог ударног корпуса на изузетно важним секторима. Приморац је и у јесен 1943. године, на сектору Колашин—Андријевица—Беране, руководио јединицама које су после дуготрајних и тешких борби, успешно одбраниле Полимље. У пролеће 1944. године, када су снаге Вермахта и четници с линије Пријепоља и Пљеваља продрли у јужни Санџак и део Црне Горе, Приморац је био одређен да руководи операцијама делова Другог ударног корпуса на сектору Мојковца, где је успешно извршио задатак.
Јула 1944. године, постављен је за начелника Главног штаба НОВ и ПО Србије и са аеродрома у Беранима пребачен авионом у Бари у Италији, а одатле у Србију, где је већ у формирању било пет нових дивизија НОВЈ. Учествовао је у руковођењу завршним операцијама за ослобођење Србије до децембра 1944. године, када је постављен за помоћника начелника Врховног штаба НОВ и ПОЈ. У том својству, учествовао је у изради планова и извођењу и координирању операција многих јединица НОВЈ и Југословенске армије.
За време рата, био је унапређиван овим редом:
- пуковник од 1. маја 1943. године
- генерал-мајор од 1. новембра 1943. године
- генерал-потпуковник од 1. децембра 1944. године

Априла 1945. године, био је постављен је за шефа Југословенске војне мисије у Совјетском Савезу.
Од повратка из СССР-а, па до пензионисања, у чину генерал-пуковника ЈНА, 1960. године, обављао је високе дужности у Југословенској народној армији (ЈНА). Поред осталог, био је помоћник Начелника Генералштаба ЈНА, главни инспектор ЈНА, командант Корпуса народне одбране Југославије (КНОЈ) и командант Граничних јединица Југославије.
Умро је 13. јануара 1979. године у Београду. Сахрањен је у Алеји заслужних грађана на Новом гробљу у Београду.
Носилац је Партизанске споменице 1941. и више југословенских одликовања, међу којима су — Орден ратне заставе, Орден партизанске звезде првог реда, Орден заслуга за народ првог реда, Орден братства и јединства првог реда и Орден за храброст. Носилац је неколико иностраних одликовања, од којих се истичу пољски Орден Грунвалдовог крста другог реда и чехословачки Орден белог лава другог реда. Орденом народног хероја одликован је 27. новембра 1953. године.